# Take Us Home
Take Us Home è un singolo della cantautrice italiana Giordana Angi, pubblicato il 15 marzo 2024 come primo estratto dal quarto album in studio She's so Great.

## Descrizione
Il brano, scritto dalla stessa cantautrice con Martin Kierszenbaum, è prodotto da quest'ultimo e ha anticipato l'uscita dell'album She's so Great, in uscita il 24 maggio 2024.

## Video musicale
Il video musicale, diretto da Fabrizio Cestari, è stato pubblicato il 18 marzo 2024 attraverso il canale YouTube della cantautrice.

## Tracce
Testi e musiche di Giordana Angi e Martin Kierszenbaum.
1. Take Us Home – 3:05

## Formazione
- Giordana Angi – voce
- Martin Kierszenbaum – batteria, basso, pianoforte, tastiere, voci di sottofondo, produzione
- Robert Orton – masterizzazione, missaggio